# Mike Maignan
Mike Peterson Maignan (Caienna, 3 luglio 1995) è un calciatore francese, portiere del Milan, di cui è capitano, e della nazionale francese, con cui ha vinto la UEFA Nations League 2020-2021.
Cresciuto nelle giovanili del Paris Saint-Germain, nel 2015 ha esordito tra i professionisti con il Lilla, con cui ha vinto un campionato francese nel 2020-2021. Passato al Milan nel 2021, con i rossoneri ha vinto un campionato italiano nel 2021-2022 e la Supercoppa italiana 2024. Dal 2020 è nel giro della nazionale francese, con cui ha vinto una UEFA Nations League nel 2020-2021.
A livello individuale è stato votato miglior portiere della Ligue 1 nel 2018-2019 e della Serie A nel 2021-2022.

## Biografia
Nato in Guyana francese da padre francese di origini guineane e madre haitiana, è cresciuto a Parigi in un quartiere povero. Non ha mai conosciuto il padre.

## Caratteristiche tecniche
Considerato uno dei portieri più forti della sua generazione, è il prototipo del portiere moderno, dal momento che riesce ad abbinare a degli ottimi riflessi una straordinaria capacità di giocare con i piedi. È in grado di effettuare grandi parate, respingere tiri destinati all'angolino basso, smanacciare palloni deviati all'improvviso o rendere difficili gli uno contro uno agli avversari.

## Carriera

### Club

#### Esordi e Lilla
Cresciuto nelle giovanili del Paris Saint-Germain, nel luglio 2013 firma il suo primo contratto da professionista, valido fino al 2016. Durante tutto il suo periodo al PSG non esordisce mai in prima squadra.
Il 18 agosto 2015 viene acquistato dal Lilla, firmando un contratto quinquennale. L'esordio in Ligue 1 con i mastini avviene il 18 settembre dello stesso anno contro il Rennes, sostituendo tra i pali il primo portiere Vincent Enyeama, appena espulso, parando poi un rigore a Paul-Georges Ntep. Anche nella successiva partita contro lo Stade Reims è protagonista di un rigore parato (a David N'Gog), non evitando però la sconfitta per 1-0 della sua squadra. Termina anzitempo la sua prima stagione in biancorosso a causa di un infortunio alla spalla, scendendo in campo solo quattro volte.
Dopo due anni da riserva di Enyeama, a partire dalla stagione 2017-2018 diventa il portiere titolare del Lilla. Protagonista di un'ottima stagione 2020-2021 con la sua squadra, il 23 maggio 2021 vince la Ligue 1, quarto trionfo nella storia del club e primo personale, oltre che primo trofeo in carriera per Maignan.

#### Milan
Il 27 maggio 2021 viene ufficializzato il suo ingaggio da parte del Milan a partire dal 1º luglio, con un contratto quinquennale fino al 2026. Esordisce in Serie A con i rossoneri il 23 agosto seguente, mantenendo la porta inviolata in occasione della vittoria al Ferraris per 1-0 contro la Sampdoria. Il 13 ottobre dello stesso anno, viene operato in artroscopia al polso sinistro a causa di uno scontro di gioco risalente al 15 settembre precedente; l'infortunio lo costringe a rimanere lontano dai campi di gioco per due mesi e mezzo. Il 28 novembre, tuttavia, riprende il posto da titolare con un mese di anticipo, in occasione della partita casalinga contro il Sassuolo, poi terminata 3-1 a favore degli avversari. Inoltre nella gara casalinga del 13 febbraio contro la Sampdoria, il portiere rossonero fornisce un assist per il compagno di squadra Rafael Leão, effettuando un lancio lungo che porta quest'ultimo al gol. Il 22 maggio 2022, dopo la vittoria per 3-0 sul campo del Sassuolo, festeggia la vittoria del campionato italiano. Grazie alle ottime prestazioni tra i pali dei rossoneri, si aggiudica il premio di miglior portiere della Serie A per la stagione 2021-2022.
Nel corso dell'annata successiva, il suo minutaggio si riduce a causa di ricorrenti problemi fisici, dovuti ai postumi di una lesione del muscolo gemello mediale della gamba sinistra.
Il 2 dicembre 2023, fornisce un assist a Christian Pulisic nella vittoria per 3-1 in campionato sul Frosinone. Il 20 gennaio 2024, durante il match di campionato contro l'Udinese, è vittima di insulti razzisti da parte di alcuni tifosi della squadra di casa, motivo per cui decide di abbandonare il campo per alcuni minuti, e venendo seguito dal resto della sua squadra; in seguito a una breve sospensione, ordinata dall'arbitro Fabio Maresca, il Milan ha vinto l'incontro per 3-2.
Nella prima parte della stagione 2024-2025, in assenza di Davide Calabria, vesta alcune volte la fascia di capitano venendo preferito dall'allenatore Paulo Fonseca al vice designato Theo Hernández. Il 6 gennaio 2025, con il nuovo allenatore Sérgio Conceição, vince il suo secondo trofeo con il Milan, la Supercoppa italiana 2024, battendo per in finale per 3-2 i rivali cittadini dell'Inter. A partire dalla successiva partita di campionato, l'11 gennaio 2025 contro il Cagliari, gli viene consegnata la fascia di capitano al posto di Calabria.

### Nazionale
Dopo avere giocato in tutte le selezioni giovanili francesi dall'Under-16 all'Under-21, il 21 maggio 2019 ha ricevuto la sua prima convocazione in nazionale maggiore. Debutta con i Bleus il 7 ottobre 2020, a 25 anni, rimpiazzando Steve Mandanda all'inizio del secondo tempo dell'amichevole contro l'Ucraina.
Il 18 maggio 2021 viene inserito nella lista dei convocati per il Campionato europeo, come terzo portiere dietro il capitano Hugo Lloris e Mandanda. Nel successivo mese di ottobre è inserito come secondo portiere nella lista dei 23 convocati che ottengono la vittoria della UEFA Nations League 2020-2021 nella fase finale disputata in Italia.
Salta il campionato mondiale del 2022 in Qatar a causa di un infortunio. Al termine della rassegna Lloris lascia la nazionale e contestualmente Maignan ne diventa l'erede come portiere titolare.

## Statistiche

### Presenze e reti nei club
Statistiche aggiornate al 23 aprile 2025.
| Stagione        | Squadra             | Campionato      | Campionato | Campionato | Coppe nazionali | Coppe nazionali | Coppe nazionali | Coppe continentali | Coppe continentali | Coppe continentali | Altre coppe | Altre coppe | Altre coppe | Totale | Totale |
| Stagione        | Squadra             | Comp            | Pres       | Reti       | Comp            | Pres            | Reti            | Comp               | Pres               | Reti               | Comp        | Pres        | Reti        | Pres   | Reti   |
| --------------- | ------------------- | --------------- | ---------- | ---------- | --------------- | --------------- | --------------- | ------------------ | ------------------ | ------------------ | ----------- | ----------- | ----------- | ------ | ------ |
| 2014-2015       | Paris Saint-Germain | L1              | 0          | 0          | CF+CdL          | 0               | 0               | UCL                | 0                  | 0                  | -           | -           | -           | 0      | 0      |
| 2015-2016       | Lilla               | L1              | 4          | -3         | CF+CdL          | 0+1             | -1              | -                  | -                  | -                  | -           | -           | -           | 5      | -4     |
| 2016-2017       | Lilla               | L1              | 7          | -7         | CF+CdL          | 4+1             | -4+-3           | UEL                | 0                  | 0                  | -           | -           | -           | 12     | -14    |
| 2017-2018       | Lilla               | L1              | 34         | -53        | CF+CdL          | 1+1             | -2+-2           | -                  | -                  | -                  | -           | -           | -           | 36     | -57    |
| 2018-2019       | Lilla               | L1              | 38         | -33        | CF+CdL          | 3+1             | -2+-2           | -                  | -                  | -                  | -           | -           | -           | 42     | -37    |
| 2019-2020       | Lilla               | L1              | 28         | -27        | CF+CdL          | 3+0             | -4              | UCL                | 6                  | -14                | -           | -           | -           | 37     | -45    |
| 2020-2021       | Lilla               | L1              | 38         | -23        | CF              | 2               | -3              | UEL                | 8                  | -12                | -           | -           | -           | 48     | -38    |
| Totale Lilla    | Totale Lilla        | Totale Lilla    | 149        | -146       |                 | 17              | -23             |                    | 14                 | -26                |             | -           | -           | 180    | -195   |
| 2021-2022       | Milan               | A               | 32         | -21        | CI              | 4               | -4              | UCL                | 3                  | -7                 | -           | -           | -           | 39     | -32    |
| 2022-2023       | Milan               | A               | 22         | -21        | CI              | 0               | 0               | UCL                | 7                  | -6                 | SI          | 0           | 0           | 29     | -27    |
| 2023-2024       | Milan               | A               | 29         | -34        | CI              | 1               | -2              | UCL+UEL            | 6+6                | -8+-8              | -           | -           | -           | 42     | -52    |
| 2024-2025       | Milan               | A               | 37         | -41        | CI              | 3               | -2              | UCL                | 10                 | -12                | SI          | 2           | -3          | 52     | -58    |
| Totale Milan    | Totale Milan        | Totale Milan    | 120        | -117       |                 | 8               | -8              |                    | 32                 | -41                |             | 2           | -3          | 162    | -169   |
| Totale carriera | Totale carriera     | Totale carriera | 269        | -263       |                 | 25              | -31             |                    | 46                 | -67                |             | 2           | -3          | 342    | -364   |

### Cronologia presenze e reti in nazionale
| Cronologia completa delle presenze e delle reti in nazionale ― Francia | Cronologia completa delle presenze e delle reti in nazionale ― Francia | Cronologia completa delle presenze e delle reti in nazionale ― Francia | Cronologia completa delle presenze e delle reti in nazionale ― Francia | Cronologia completa delle presenze e delle reti in nazionale ― Francia | Cronologia completa delle presenze e delle reti in nazionale ― Francia | Cronologia completa delle presenze e delle reti in nazionale ― Francia | Cronologia completa delle presenze e delle reti in nazionale ― Francia |
| Data                                                                   | Città                                                                  | In casa                                                                | Risultato                                                              | Ospiti                                                                 | Competizione                                                           | Reti                                                                   | Note                                                                   |
| ---------------------------------------------------------------------- | ---------------------------------------------------------------------- | ---------------------------------------------------------------------- | ---------------------------------------------------------------------- | ---------------------------------------------------------------------- | ---------------------------------------------------------------------- | ---------------------------------------------------------------------- | ---------------------------------------------------------------------- |
| 7-10-2020                                                              | Saint-Denis                                                            | Francia                                                                | 7 – 1                                                                  | Ucraina                                                                | Amichevole                                                             | -1                                                                     | 46’                                                                    |
| 29-3-2022                                                              | Villeneuve-d'Ascq                                                      | Francia                                                                | 5 – 0                                                                  | Sudafrica                                                              | Amichevole                                                             | -                                                                      |                                                                        |
| 6-6-2022                                                               | Spalato                                                                | Croazia                                                                | 1 – 1                                                                  | Francia                                                                | UEFA Nations League 2022-2023 - 1º turno                               | -1                                                                     |                                                                        |
| 13-6-2022                                                              | Saint-Denis                                                            | Francia                                                                | 0 – 1                                                                  | Croazia                                                                | UEFA Nations League 2022-2023 - 1º turno                               | -1                                                                     |                                                                        |
| 22-9-2022                                                              | Saint-Denis                                                            | Francia                                                                | 2 – 0                                                                  | Austria                                                                | UEFA Nations League 2022-2023 - 1º turno                               | -                                                                      | 46’                                                                    |
| 24-3-2023                                                              | Saint-Denis                                                            | Francia                                                                | 4 – 0                                                                  | Paesi Bassi                                                            | Qual. Euro 2024                                                        | -                                                                      |                                                                        |
| 27-3-2023                                                              | Dublino                                                                | Irlanda                                                                | 0 – 1                                                                  | Francia                                                                | Qual. Euro 2024                                                        | -                                                                      |                                                                        |
| 19-6-2023                                                              | Saint-Denis                                                            | Francia                                                                | 1 – 0                                                                  | Grecia                                                                 | Qual. Euro 2024                                                        | -                                                                      |                                                                        |
| 7-9-2023                                                               | Parigi                                                                 | Francia                                                                | 2 – 0                                                                  | Irlanda                                                                | Qual. Euro 2024                                                        | -                                                                      |                                                                        |
| 12-9-2023                                                              | Dortmund                                                               | Germania                                                               | 2 – 1                                                                  | Francia                                                                | Amichevole                                                             | -2                                                                     |                                                                        |
| 13-10-2023                                                             | Amsterdam                                                              | Paesi Bassi                                                            | 1 – 2                                                                  | Francia                                                                | Qual. Euro 2024                                                        | -1                                                                     |                                                                        |
| 17-10-2023                                                             | Villeneuve-d'Ascq                                                      | Francia                                                                | 4 – 1                                                                  | Scozia                                                                 | Amichevole                                                             | -1                                                                     |                                                                        |
| 18-11-2023                                                             | Nizza                                                                  | Francia                                                                | 14 – 0                                                                 | Gibilterra                                                             | Qual. Euro 2024                                                        | -                                                                      |                                                                        |
| 26-3-2024                                                              | Marsiglia                                                              | Francia                                                                | 3 – 2                                                                  | Cile                                                                   | Amichevole                                                             | -2                                                                     |                                                                        |
| 5-6-2024                                                               | Metz                                                                   | Francia                                                                | 3 – 0                                                                  | Lussemburgo                                                            | Amichevole                                                             | -                                                                      |                                                                        |
| 9-6-2024                                                               | Bordeaux                                                               | Francia                                                                | 0 – 0                                                                  | Canada                                                                 | Amichevole                                                             | -                                                                      |                                                                        |
| 17-6-2024                                                              | Düsseldorf                                                             | Austria                                                                | 0 – 1                                                                  | Francia                                                                | Euro 2024 - 1º turno                                                   | -                                                                      |                                                                        |
| 21-6-2024                                                              | Lipsia                                                                 | Paesi Bassi                                                            | 0 – 0                                                                  | Francia                                                                | Euro 2024 - 1º turno                                                   | -                                                                      |                                                                        |
| 25-6-2024                                                              | Dortmund                                                               | Francia                                                                | 1 – 1                                                                  | Polonia                                                                | Euro 2024 - 1º turno                                                   | -1                                                                     |                                                                        |
| 1-7-2024                                                               | Düsseldorf                                                             | Francia                                                                | 1 – 0                                                                  | Belgio                                                                 | Euro 2024 - Ottavi di finale                                           | -                                                                      |                                                                        |
| 5-7-2024                                                               | Amburgo                                                                | Portogallo                                                             | 0 – 0 dts (3 – 5 dtr)                                                  | Francia                                                                | Euro 2024 - Quarti di finale                                           | -                                                                      |                                                                        |
| 9-7-2024                                                               | Monaco di Baviera                                                      | Spagna                                                                 | 2 – 1                                                                  | Francia                                                                | Euro 2024 - Semifinale                                                 | -2                                                                     |                                                                        |
| 6-9-2024                                                               | Parigi                                                                 | Francia                                                                | 1 – 3                                                                  | Italia                                                                 | UEFA Nations League 2024-2025 - 1º turno                               | -3                                                                     |                                                                        |
| 9-9-2024                                                               | Lione                                                                  | Francia                                                                | 2 – 0                                                                  | Belgio                                                                 | UEFA Nations League 2024-2025 - 1º turno                               | -                                                                      |                                                                        |
| 10-10-2024                                                             | Budapest                                                               | Israele                                                                | 1 – 4                                                                  | Francia                                                                | UEFA Nations League 2024-2025 - 1º turno                               | -1                                                                     |                                                                        |
| 14-10-2024                                                             | Bruxelles                                                              | Belgio                                                                 | 1 – 2                                                                  | Francia                                                                | UEFA Nations League 2024-2025 - 1º turno                               | -1                                                                     | 79’                                                                    |
| 14-11-2024                                                             | Saint-Denis                                                            | Francia                                                                | 0 – 0                                                                  | Israele                                                                | UEFA Nations League 2024-2025 - 1º turno                               | -                                                                      |                                                                        |
| 17-11-2024                                                             | Milano                                                                 | Italia                                                                 | 1 – 3                                                                  | Francia                                                                | UEFA Nations League 2024-2025 - 1º turno                               | -1                                                                     |                                                                        |
| 20-3-2025                                                              | Spalato                                                                | Croazia                                                                | 2 – 0                                                                  | Francia                                                                | UEFA Nations League 2024-2025 - Quarti di finale                       | -2                                                                     |                                                                        |
| 23-3-2025                                                              | Saint-Denis                                                            | Francia                                                                | 2 – 0 dts (5 – 4 dtr)                                                  | Croazia                                                                | UEFA Nations League 2024-2025 - Quarti di finale                       | -                                                                      |                                                                        |
| 5-6-2025                                                               | Stoccarda                                                              | Spagna                                                                 | 5 – 4                                                                  | Francia                                                                | UEFA Nations League 2024-2025 - Semifinale                             | -5                                                                     |                                                                        |
| 8-6-2025                                                               | Stoccarda                                                              | Germania                                                               | 0 – 2                                                                  | Francia                                                                | UEFA Nations League 2024-2025 - Finale 3º posto                        | -                                                                      |                                                                        |
| Totale                                                                 |                                                                        | Presenze                                                               | 32                                                                     |                                                                        | Reti                                                                   | -25                                                                    |                                                                        |

## Palmarès

### Club
- Campionato francese: 1

Lilla: 2020-2021
- Campionato italiano: 1

Milan: 2021-2022
- Supercoppa italiana: 1

Milan: 2024

### Nazionale
- UEFA Nations League: 1

2020-21

### Individuale
- Trophées UNFP du football: 1

Miglior portiere della Ligue 1: 2018-2019
- Premi Lega Serie A: 1

Miglior portiere: 2021-2022
- Gran Galà del calcio AIC: 2

Squadra dell'anno: 2022, 2023
- Miglior portiere del campionato d'Europa: 1

Germania 2024
- XI All Star Team del campionato d'Europa: 1

Germania 2024